# Качиньская, Мария
Мари́я Хеле́на Качи́ньская (урождённая Мацкевич, пол. Maria Helena Kaczyńska; 21 августа 1942, урочище Махово возле м. Кобыльник (аг. Нарочь, Мядельский район), генеральный округ Белоруссия, рейхскомиссариат Остланд — 10 апреля 2010, Смоленск, Россия) — польский экономист и общественный деятель, жена 8-го президента Польши Леха Качиньского. Погибла вместе с ним в авиакатастрофе в Смоленске.

## Биография
Мария Качиньская родилась 21 августа 1942 года в местечке Кобыльник в оккупированной нацистской Германией Вилейской области (современный Мядельский район Минской области, Белоруссия). Отец Марии, Чеслав Мацкевич (1910—1976) — этнический поляк, проживавший в Виленском крае, лесник по профессии. Мать Лидия Мацкевич, в девичестве Пищако (1916—2004) — учительница, родившаяся в Петрограде. Отец участвовал в партизанской войне с немцами в составе Армии Крайовой, один из его братьев воевал в польском 2-м корпусе генерала Владислава Андерса в битве под Монте-Кассино, другой брат был расстрелян в Катынском лесу.
Лишь с окончанием Второй мировой войны семья Мацкевичей репатриировалась на территорию Польши, в посёлок Рабка-Здруй в Краковском воеводстве, где Мария окончила среднюю школу.
После школы она уехала в Сопот, где поступила в Высшую школу экономики на факультет экономики транспорта и внешней торговли. По завершении обучения в 1966 году Мария Мацкевич работала в Морском институте в Гданьске, где и познакомилась в 1976 году с будущим президентом Лехом Качиньским. В 1978 году она вышла за него замуж, будучи старше его на 7 лет, а в 1980 году у супругов родилась дочь Марта. Мария Качиньская свободно владела английским, французским и немного испанским и русским языками.
Имела дочь Марту (в замужестве — Дубенецкая; родилась в 1980 году) и двух внучек: от первого брака дочери с Петром Смуневским — Еву и от второго брака с Марцином Дубенецким — Мартину.

## Гибель и похороны

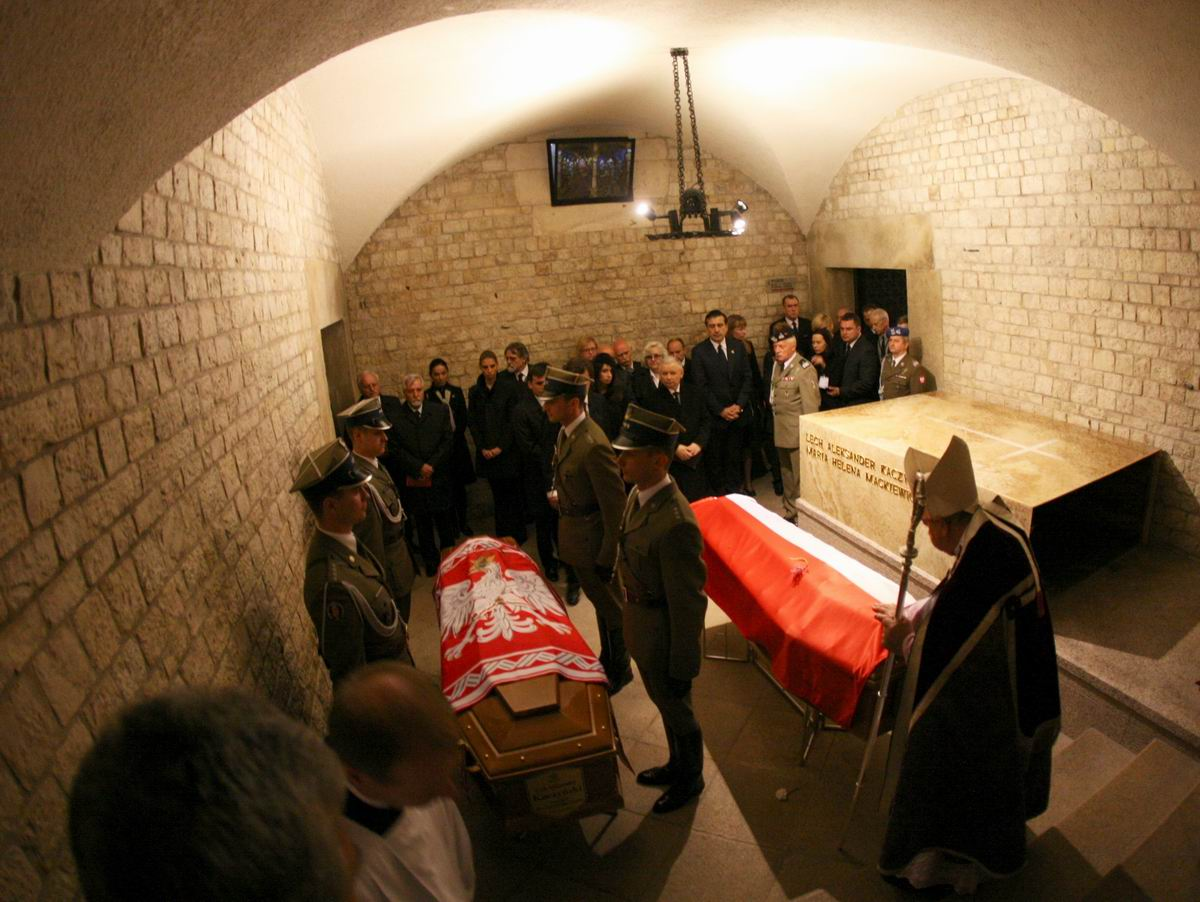
Похороны супругов Качиньских в Кракове

Мария Качиньская летела с мужем почтить память жертв Катыни, когда самолет Ту-154 разбился в Смоленске. Погибли 96 человек, в том числе Лех и Мария Качиньские.
Опознана была позже мужа (по обручальному кольцу), поэтому гроб с её останками был доставлен из Москвы в Варшаву двумя днями позднее (13 апреля) и помещён для прощания рядом с гробом мужа в президентском дворце. 17 апреля гробы торжественно перенесли в кафедральный собор Святого Иоанна Крестителя.
Мария Качиньская похоронена вместе с супругом 18 апреля 2010 года в краковском Вавеле в крипте под башней Серебряных Колоколов, недалеко от могилы Юзефа Пилсудского. Родственники выразили желание, чтобы на её саркофаге была указана двойная фамилия — Мацкевич-Качиньская (Mackiewicz Kaczyńska).

## Награды
- Большой крест ордена Возрождения Польши (2010 год, посмертно)[11]
- Большой крест ордена Витаутаса Великого (Литва, 15 апреля 2009 года)[12]
- Кавалер большого креста ордена Инфанта дона Энрике (Португалия, 1 августа 2008 года)[13]

## Увековечение памяти
- В Батуми в честь супругов Качиньских названы парк и проходящая вдоль него улица[14][15].
- 16 апреля 2010 года в Сопоте именем супругов Качиньских назван бывший Южный парк[16].
- 28 апреля 2010 года их именем назван парк в Гдыне[17].
- В апреле 2010 года именем Качиньских решено назвать больницу в Эмбассо в Габоне[18].
- 22 августа 2019 году в костёле Святого Апостола Андрея в агрогородке Нарочь Мядельского района Минской области Беларуси установлена памятная доска Марии Качиньской[19][20]